# Adèle von Wedderkop
Julia Carolina Adolfina Adèle Cordelia von Wedderkop, auch Julie Caroline Adolphine Cordelia Adelaide von Wedderkop (* 7. Oktober 1792; † wahrscheinlich 1871 im Kloster Preetz in Preetz) war eine schwedische Stiftsdame und Malerin.

## Leben
Wedderkop war die erste Tochter von Magnus von Wedderkop (1758–1825) auf Gut Dollrott und dessen sehr viel jüngerer Frau Cordelia (Cordula) Maria Charlotte, geb. von Boye (1774–1841). Ihr Vater war Hauptmann sowie Landrat im Herzogtum Schleswig und ihre Mutter Malerin und Zeichnerin. Ihr jüngerer Bruder war der Jurist und Schriftsteller Theodor von Wedderkop. Sie waren die ältesten Kinder ihrer Eltern und wurden nach dem Werk Adèle et Théodore, ou Lettres sur l'Education von Félicité de Genlis benannt. Nach der Scheidung ihrer Eltern wuchsen beide bei Hauptmann Quaade (vermutlich Peter Friderich Quaade, da dieser selbst auf dem Gut Dollrott bei einem Kammerherrn Wedderkop aufgewachsen war) in Helsingør auf. In zweiter Ehe heiratete ihre Mutter 1812 den schwedischen Arzt und politischen Schriftsteller Pehr Gustaf Cederschjöld (1782–1848). Adeles Halbbruder Fredrik August Cederschjöld (1813–1883) wurde ebenfalls Arzt.
Seit Anfang der 1830er Jahre war sie Konventualin im Adligen Kloster Preetz.
Ihre „ungewöhnlich starke Landschaftsmalerei im natürlichen Stil und mit großer Schönheit“ in Aquarellfarben finden in der Sammlung des Kapitäns Carl Axel Odelberg im Nordiska Museet in Stockholm Erwähnung.